# 川崎千虎
川崎 千虎（かわさき ちとら、天保7年12月2日〈1837年1月8日〉 - 明治35年〈1902年〉11月27日）とは、江戸時代末期から明治時代にかけての絵師、日本画家。

## 来歴
沼田月斎及び土佐光文の門人。川崎美政の子で俗称は源六、後に鞆太郎。名古屋の人。はじめに月斎に入門し絵を学んだ後、京に上って光文に師事し有職故実について学ぶ。明治11年（1878年）上京して上野の博物館（後の東京国立博物館）と、東京美術学校に教授として勤務する。その後岡倉天心に従って美術学校を去り、晩年は名古屋の大石真虎の画風に親しんだ。享年67。墓所は多磨霊園。
弟子の一人、小堀鞆音は千虎について学び、その本名から取って「鞆音」と号し、後に千虎が美術学校を去ったときには助教授として行動を共にした。また、明治19年（1886年）に生まれた千虎の孫である川﨑小虎は祖父の没後に鞆音の弟子となり、画家として大成した。

## 著作・作品
- 『画人略年表』　※千虎編、明治15年（1882年）刊行
- 『本邦武装沿革考』
- 『名古屋浮世絵類考』
- 『宝生流作り物之記』　横中本　早稲田大学演劇博物館所蔵　※安政4年（1857年）
- 「佐々木高綱被甲図」　絹本着色　愛知県美術館所蔵　※明治17年
- 「夕涼み風景」　絹本墨画淡彩　愛知県美術館所蔵　※制作年不詳